# 락트산
젖산(영어: lactic acid)은 분자식이 CH
3CH(OH)COOH인 유기산이다. 락트산, 유산(乳酸)이라고도 한다. 젖산은 고체 상태에서는 흰색이며, 물과 섞일 수 있다. 젖산은 물에 용해된 상태에서는 무색 용액을 형성한다. 젖산은 자연에서 생성되며, 인공적으로 합성되기도 한다. 젖산은 α-하이드록시산이며, 이는 카복실기에 인접한 하이드록실기의 존재로 인한 것이다. 젖산은 많은 유기 합성 산업과 다양한 생화학 산업에서 합성 중간생성물로 사용된다. 젖산의 짝염기는 젖산염(영어: lactate)이라고 한다. 파생되는 아실기의 이름은 락토일(영어: lactoyl)이다.
용액에서 젖산은 양성자를 잃어 이온화되어 젖산염 이온인 CH
3CH(OH)CO−
2을 생성한다. 젖산은 아세트산에 비해 pKa가 1단위 적다. 이는 젖산이 아세트산보다 10배 더 산성임을 의미한다. 이러한 높은 산성도는 α-하이드록실기와 카복실기 사이의 분자 내 수소 결합의 결과이다.
젖산은 카이랄성으로 두 가지 거울상 이성질체로 존재한다. 하나는 L-젖산, (S)-젖산 또는 (+)-젖산으로 알려져 있고, 다른 하나는 이의 거울상으로 D-젖산, (R)-젖산 또는 (−)-젖산으로 알려져 있다. 같은 양의 두 가지 혼합물을 DL-젖산 또는 라세미 젖산이라고 한다. 젖산은 흡습성을 가지고 있다. DL-젖산은 녹는점(약 16~18 ℃) 이상에서 물 및 에탄올과 섞일 수 있다. D-젖산과 L-젖산은 녹는점이 더 높다. 우유의 발효에 의해 생성되는 젖산은 보통 라세미 혼합물이지만 특정 세균 종은 D-젖산만 생성한다. 한편 동물의 근육에서 혐기성 호흡에 의해 생성된 젖산은 L-젖산이며, 때때로 "육체(flesh)"를 의미하는 그리스어 "sarx"에서 유래한 "사르코젖산(sarcolactic acid)"이라고 불린다.
동물에서 L-젖산은 정상적인 대사 및 운동 중에 발효 과정에서 젖산 탈수소효소(LDH)에 의해 피루브산으로부터 지속적으로 생성된다. 젖산의 생성 속도가 젖산의 제거 속도를 초과할 때까지 젖산의 농도가 증가하지 않으며, 이는 모노카복실산 수송체, 젖산 탈수소효소의 농도 및 동질형, 조직의 산화 능력을 포함한 여러 요인에 의해 결정된다. 혈중 젖산 농도는 휴식시에는 보통 1~2 mM이지만, 격렬한 운동 중에는 20 mM 이상, 이후에는 25 mM까지 높아질 수 있다. 다른 생물학적 역할 외에도, L-젖산은 Gi/o 연결 G 단백질 연결 수용체(GPCR)인 하이드록시카복실산 수용체 1(HCA1)의 주요 내인성 작용제이다.
산업에서 젖산 발효는 포도당, 설탕 또는 갈락토스와 같은 단순 탄수화물을 젖산으로 전환시키는 젖산균에 의해 수행된다. 젖산균은 입 안에서도 생장할 수 있다. 젖산균이 생성하는 산은 충치를 유발할 수 있다. 의학에서 젖산은 링거 젖산 용액과 하트만 용액의 주요 구성 성분 중 하나이다. 이러한 정맥 내 수액은 일반적으로 사람의 혈액과 등장성인 농도의 증류수 용액에서 젖산염 및 염화물 음이온과 함께 나트륨 및 칼륨 양이온으로 구성된다. 이는 외상, 수술 또는 화상으로 인한 출혈 후 수액 소생술에 가장 일반적으로 사용된다.

## 역사
스웨덴의 화학자 칼 빌헬름 셸레는 1780년에 신 우유에서 젖산을 최초로 분리하였다. 젖산(lactic acid)이라는 이름은 "우유(milk)"를 의미하는 라틴어 "lac"으로부터 파생된 락트(lact)-결합 형태를 반영한다. 1808년에 스웨덴의 화학자 옌스 야코브 베르셀리우스는 젖산(실제로 L-젖산염)도 운동 중에 근육에서 생성된다는 것을 발견했다. 젖산의 구조는 1873년에 독일의 화학자 요하네스 비슬리체누스에 의해 밝혀졌다.
1856년에 프랑스의 화학자이자 미생물학자인 루이 파스퇴르는 젖산의 합성에서 유산균속(Lactobacillus)의 역할을 발견했다. 이 경로는 1895년에 독일의 제약회사인 베링거인겔하임에 의해 상업적으로 사용되었다.
전 세계 젖산 생산량은 연평균 10%씩 증가하여 2006년에는 275,000톤에 달했다.

## 생산
젖산은 세균에 의한 탄수화물의 발효 또는 아세트알데하이드로부터의 화학 합성에 의해 산업적으로 생산된다. 2009년을 기준으로 젖산은 발효에 의해 주로(70~90%) 생산되었다. D와 L 입체 이성질체의 1:1 혼합물 또는 최대 99.9%의 L-젖산과의 혼합물로 구성된 라세미 젖산의 생산은 미생물의 발효에 의해 가능하다. 발효에 의한 D-젖산의 산업적 규모의 생산은 가능하지만 훨씬 더 어렵다.

### 발효에 의한 생산
발효유는 다음과 같은 유산균속(Lactobacillus) 세균에 의한 우유 또는 유청의 발효에 의해 산업적으로 생산된다.
- 락토바실루스 아시도필루스 (Lactobacillus acidophilus)
- 락티카세이바실루스 카세이 (Lactobacillus casei)
- 락토바실루스 델브루엑키이 아종 불가리쿠스 (Lactobacillus bulgaricus)
- 락토바실루스 헬베티쿠스 (Lactobacillus helveticus)
- 락토코쿠스 락티스 (Lactococcus lactis)
- 바실루스 아밀로리퀘파시엔스 (Bacillus amyloliquefaciens)
- 스트렙토코쿠스 테르모필루스 (Streptococcus thermophilus)

젖산의 산업적 생산을 위한 출발 물질로 5탄당과 6탄당을 포함한 거의 모든 탄수화물 공급원을 사용할 수 있다. 순수한 설탕, 녹말의 포도당, 원당 및 사탕무 주스가 주로 사용된다. 젖산을 생성하는 세균은 다음과 같이 두 부류로 나눌 수 있다. 락토바실루스 카세이(Lactobacillus casei) 및 락토코쿠스 락티스(Lactococcus lactis)와 같은 동종발효(homofermentative) 세균은 1몰의 포도당으로부터 2몰의 젖산을 생성하며, 이종발효(heterofermentative) 세균은 1몰의 포도당으로부터 1몰의 젖산 뿐만 아니라 이산화 탄소 및 아세트산/에탄올도 생성한다.

### 화학적 생산
라세미 젖산은 아세트알데하이드를 사이안화 수소와 반응시키고 생성된 락토나이트릴을 가수분해함으로써 산업적으로 합성된다. 염산으로 가수분해하면 염화 암모늄이 부산물로 생성된다. 일본 회사인 무사시노는 이 경로를 통해 젖산을 생산하는 마지막 대형 제조업체 중 하나이다. 촉매 절차를 적용하여 다른 출발 물질(아세트산 비닐, 글리세롤 등)로부터 라세미 젖산 및 거울상 순수 젖산의 합성도 가능하다.

## 생물학

### 분자생물학
L-젖산은 Gi/o 연결 G 단백질 연결 수용체(GPCR)인 하이드록시카복실산 수용체 1(HCA1)의 주요 내인성 작용제이다.

### 운동과 젖산
단거리 달리기와 같은 격렬한 운동 중에 에너지 요구율이 높을 때 포도당은 분해되어 피루브산으로 산화되고, 그런 다음 신체가 처리할 수 있는 것보다 더 빨리 피루브산으로부터 젖산이 생성되어 젖산의 농도가 상승한다. 젖산의 생성은 NAD+의 재생(피루브산은 젖산으로 환원되고 NADH는 NAD+로 산화됨)에 유익하며, 이는 포도당으로부터 피루브산을 생성하는 동안 글리세르알데하이드 3-인산의 산화에 사용되며 이것은 에너지의 생성이 유지되고 운동을 계속할 수 있도록 한다. 격렬한 운동 중에는 전자전달계가 NADH를 생성하기 위해 결합하는 수소 이온의 양을 따라잡을 수 없으며, NAD+를 충분한 양으로 빠르게 재생성할 수 없다.
생성된 젖산은 다음과 같은 두 가지 방법으로 사용될 수 있다.
- 산소가 잘 공급되는 근육세포, 심장세포 및 뇌세포에 의한 피루브산으로의 재산화
  - 그런 다음 피루브산은 시트르산 회로에 에너지원을 공급하는 데 직접적으로 사용된다.
- 간에서 포도당신생합성을 통해 포도당으로 전환되어 순환계로 다시 방출됨 (코리 회로 참조)[24]
  - 혈당 농도가 높으면 간에서 포도당을 글리코젠으로 전환하여 저장할 수 있다.

그러나 젖산은 쉬고 있을 때와 모든 강도의 운동 중에 지속적으로 생성된다. 젖산은 휴식 중인 또는 운동 중인 근육에서 생성되고 산화적으로 처리되는 대사 연료 역할을 한다. 이것의 일부 원인은 미토콘드리아가 부족한 적혈구에서 대사와 해당과정이 잘 일어나는 근육 섬유에서 발생하는 효소 활성으로 인한 제한이다. 젖산산증은 대사성 산증의 한 형태로 조직에서 과도하게 낮은 pH를 형성하는 젖산(특히 L-젖산)의 축적을 특징으로 하는 생리학적 상태이다.
운동 중 젖산산증은 ATP의 가수분해(ATP4− + H2O → ADP3− + HPO2−
4 + H+)에서 생성되는 H+로 인해 일어날 수 있으며, 피루브산의 젖산으로의 환원(피루브산− + NADH + H+ → 젖산− + NAD+)은 실제로 H+를 소비한다. H+의 농도 증가 원인은 중성 분자로부터 젖산−가 생성되어 H+의 농도가 증가하여 전기적 중성을 유지하기 때문이다. 반대 견해는 동일한 전하를 갖는 피루브산−으로부터 젖산−이 생성된다는 것이다. H+를 생성하는 것은 다음과 같이 중성 포도당으로부터 피루브산−의 생성이다.
|                                                       | C6H12O6 + 2 NAD+ + 2 ADP3− + 2 HPO2− 4 | → | 2 CH 3COCO− 2 + 2 H+ + 2 NADH + 2 ATP4− + 2 H2O |
| 후속적인 젖산의 생성은 다음과 같이 양성자를 흡수한다. |                                        |   |                                                 |
|                                                       | 2 CH 3COCO− 2 + 2 H+ + 2 NADH          | → | 2 CH 3CH(OH)CO− 2 + 2 NAD+                      |
| 전체 반응식은 다음과 같다.                            |                                        |   |                                                 |
|                                                       | C6H12O6 + 2 NAD+ + 2 ADP3− + 2 HPO2− 4 | → | 2 CH 3COCO− 2 + 2 H+ + 2 NADH + 2 ATP4− + 2 H2O |
|                                                       |                                        | → | 2 CH 3CH(OH)CO− 2 + 2 NAD+ + 2 ATP4− + 2 H2O    |

포도당 → 2 젖산− + 2 H+의 반응은 자체적으로 볼 때 2개의 H+를 방출하지만 H+는 ATP의 생성 과정에서 흡수된다. 반면에 흡수된 H+는 다음과 같이 후속적인 ATP의 가수분해 과정에서 방출된다.
ATP4− + H2O → ADP3− + HPO2−
4 + H+
따라서 ATP의 사용이 포함되면 전체 반응식은 다음과 같다.
C6H12O6 → 2 CH
3COCO−
2 + 2 H+
호흡 중에 CO2가 생성되면 H+의 농도도 증가한다.

### 신경 조직에서의 에너지원
포도당은 일반적으로 생체 조직의 주요 에너지원으로 간주되지만 여러 포유류 종(주목할만한 것은 생쥐, 쥐, 사람)의 뇌에서 뉴런에 의해 우선적으로 대사되는 것은 포도당이 아니라 젖산임을 나타내는 몇몇 보고가 있다. 젖산 셔틀 가설에 따르면 신경아교세포는 포도당을 젖산으로 전환하고 젖산을 뉴런에 제공하는 역할을 한다. 신경아교세포의 이러한 국소적인 대사 활동으로 인해 뉴런을 바로 둘러싸고 있는 세포외액은 미세투석 연구에서 발견된 바와 같이 혈액이나 뇌척수액과 조성이 크게 다르며 젖산이 훨씬 더 풍부하다.

### 두뇌 발달 대사
일부 증거에 따르면 젖산은 태아기 및 출생 후 초기 대상자의 뇌 대사를 위한 발달 초기 단계에서 중요하며, 이 단계에서 젖산은 체액에서 더 높은 농도를 갖고 뇌에서 포도당보다 우선적으로 활용된다. 또한 젖산은 발달 중인 뇌에서 GABA 작동성 네트워크에 강력한 작용을 발휘할 수 있으며, 이전에 가정했던 것보다 더 억제적으로 만들어 대사 산물을 더 잘 지원하거나 기본 세포 내 pH 수준을 변경하거나 둘 다를 통해 작용할 수 있다는 가설도 제기되었다.
생쥐의 뇌 절편에 대한 연구는 β-하이드록시뷰티르산, 젖산, 피루브산이 산화적 에너지 기질로 작용하여 NAD(P)H 산화 단계를 증가시키며, 포도당이 강렬한 시냅스 활동 동안 에너지 운반체로서 불충분했으며, 마지막으로 젖산이 체외에서 뇌의 호기성 에너지 대사를 유지하고 강화할 수 있는 효율적인 에너지 기질이 될 수 있음을 보여주었다. 이 연구는 많은 연구에서 재현된 신경 활성화에 대한 중요한 생리학적 반응인 2상 NAD(P)H 형광 천이에 대한 새로운 데이터를 제공하며, 이는 주로 세포의 NADH 풀에 대한 활성 유도 농도 변화에서 비롯된 것으로 여겨진다.
젖산은 또한 심장과 간을 포함한 다른 기관의 중요한 에너지원 역할을 할 수 있다. 신체 활동 중 심장 근육의 에너지 전환의 최대 60%는 젖산의 산화에서 비롯된다.

## 혈액 검사

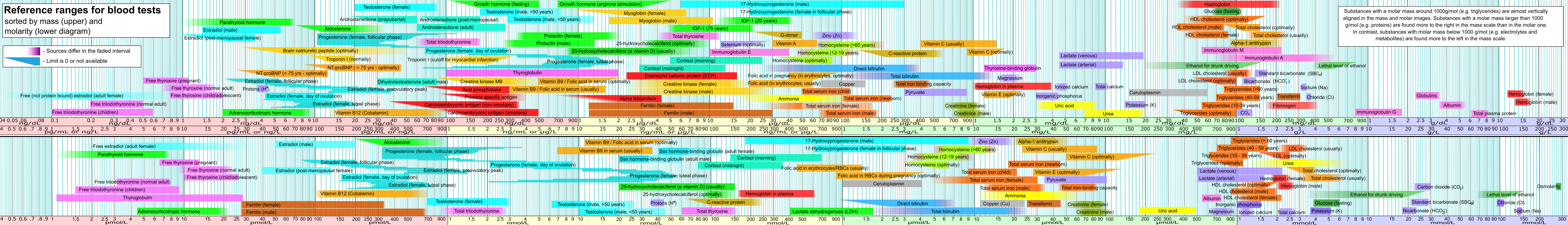
젖산 함량(중앙의 오른쪽에 보라색으로 표시됨)을 사람 혈액의 다른 성분과 비교하는 혈액 검사의 참고 기준치

젖산에 대한 혈액 검사는 신체의 산-염기 항상성 상태를 결정하기 위해 수행된다. 이 목적을 위한 혈액 샘플링은 동맥과 정맥 간에 젖산 수치가 상당히 다르고, 이 목적을 위해 동맥에서의 수치가 더 대표적이기 때문에 보통 동맥에서 채취(채혈법보다 어렵더라도)한다.
|      | 하한치 | 상한치 | 단위   |
| ---- | ------ | ------ | ------ |
| 정맥 | 4.5    | 19.8   | mg/dL  |
| 정맥 | 0.5    | 2.2    | mmol/L |
| 동맥 | 4.5    | 14.4   | mg/dL  |
| 동맥 | 0.5    | 1.6    | mmol/L |

분만 중 태아의 젖산 수치는 태아 두피 혈액 검사로 정량화할 수 있다.

## 중합체의 전구체
두 분자의 젖산은 락톤 락타이드로 탈수될 수 있다. 촉매의 존재 하에서 락타이드는 생분해성 폴리에스터인 어택틱 또는 신디오택틱 폴리락타이드(PLA)로 중합된다. PLA는 석유화학에서 파생되지 않은 플라스틱의 예이다.

## 제약 및 화장품에서의 활용
젖산은 또한 불용성 활성 성분으로부터 수용성 젖산염을 생성하기 위해 제약 기술에서 사용된다. 젖산은 산도를 조절하고 살균 및 각질 용해 특성을 위해 국소 제제 및 화장품에서 더 많이 사용된다.
젖산 함유 세균은 칼슘 화합물에 대한 물때 제거 특성으로 고옥살산뇨증을 감소시키는 가능성을 보여주었다.

## 식품
젖산은 주로 크므즈, 라반, 요구르트, 케피르 및 일부 코티지 치즈와 같은 산성 유제품에서 발견된다. 발효유의 카제인은 젖산에 의해 응고된다. 젖산은 발효빵의 신맛도 담당한다.
영양성분표에서 젖산은 "탄수화물"(또는 "차이에 의한 탄수화물")이라는 용어 하에 포함될 수 있다. 탄수화물은 보통 물, 단백질, 지방, 회분, 에탄올 이외의 모든 것을 포함할 수도 있기 때문이다. 이 경우에 계산된 음식물의 에너지는 모든 탄수화물에 대해 자주 사용되는 표준적인 4 kcal/g (17 kJ/g)을 사용할 수 있다. 그러나 어떤 경우에는 젖산이 계산에서 무시된다. 젖산의 에너지 밀도는 3.62 kcal/g (15.1 kJ/g)이다.
일부 맥주(사우어 맥주)에는 의도적으로 젖산이 포함되어 있으며, 그러한 종류 중 하나는 벨기에의 램빅이다. 이는 가장 일반적으로 다양한 종류의 세균에 의해 자연적으로 생성된다. 이들 세균은 당을 에탄올로 발효시키는 효모와는 달리 당을 산으로 발효시킨다. 맥아즙을 식힌 후, 효모와 세균은 열린 발효기로 들어가게 된다. 보다 일반적인 스타일의 맥주를 선호하는 양조업자는 그러한 세균이 발효기에 들어가는 것을 허용하지 않을 것이다. 다른 사우어 스타일의 맥주로는 베를리너 바이세, 플랜더스 레드 에일, 아메리칸 와일드 에일이 있다.
포도주 양조에서 세균이 관여하는 과정(천연적인 과정 또는 통제된 과정)은 자연적으로 존재하는 말산을 젖산으로 전환하여 선명도를 낮추고 다른 풍미와 관련된 이유로 종종 사용된다. 이러한 말로락트 발효는 젖산균에 의해 수행된다.
일반적으로 과일에서 상당한 양으로 발견되지는 않지만 젖산은 으름덩굴속 과일의 주요 유기산으로 주스의 2.12%를 구성한다.
젖산은 식품 첨가물로 유럽 연합(EU), 미국, 오스트레일리아, 뉴질랜드에서 사용이 승인되었다. 젖산은 INS 번호 270 또는 E 번호 E270으로 표기된다. 젖산은 식품 방부제, 경화제 및 향료로 사용된다. 젖산은 가공 식품의 성분이며 육류 가공 중에 오염 제거제로 사용된다. 젖산은 포도당, 설탕, 젖당과 같은 탄수화물의 발효 또는 화학적 합성에 의해 상업적으로 생산된다. 탄수화물 공급원에는 옥수수, 사탕무, 사탕수수 당이 포함된다.

## 위조
젖산은 역사적으로 공문서를 위조하기 위해 문서의 잉크를 지우는 데 사용되었다.

## 청소 도구
젖산은 탄산 칼슘, 젖산을 생성하는 젖산 칼슘과 같은 경수 침전물을 제거하기 위한 석회질 제거제로 일부 액체 세정제에서 사용된다. 젖산의 높은 산성도 때문에 이러한 침전물은 특히 주전자와 같이 끓는 물을 사용하는 경우 빠르게 제거된다. 젖산은 트리클로산을 대체하는 항균 주방세제와 손비누로도 인기를 끌고 있다.

## 같이 보기
- 젖산 발효
- 젖산 탈수소효소
- 포도주의 산
- 포도당-알라닌 회로
- 생분해성 플라스틱
- 충치
- 모노카복실산 수송체 1
- 싸이오락트산